# 북방수염하늘소
북방수염하늘소(학명: Monochamus saltuarius 모노카무스 살투아리우스[*])는 수염하늘소에 속하는 하늘소로 한국, 중국, 일본, 러시아, 유럽 등에 분포하고 있으며, 대한민국의 발생 지역으로는 서울, 경기, 강원, 충북, 전북이 있다. 북방수염하늘소는 중부 지방의 잣나무 숲에서 소나무재선충을 매개하는 곤충이다. 이 해충이 주는 직접적인 피해는 크지 않으나 소나무재선충 매개충이기 때문에 문제해충으로 취급된다.

## 생태
연 1회 발생하고 유충으로 월동하며 2년에 1회 발생하는 경우도 있다. 성충은 4월 중순∼5월 하순에(최성기는 5월 초순) 수피에 약5mm 가량 되는 원형의 구멍을 만들고 밖으로 나와 어린 가지의 수피를 갉아 먹는데(후식), 재선충이 후식 기간에 성충에서 탈출한 재선충이 후식 부위를 통해 나무에 침입한다. 성충의 우화는 하루종일 시간이 걸리나, 하루 중 11∼13시 사이에 가장 많이 이루어진다.
성충은 야행성으로 저녁부터 야간에 활발히 행동하며 암컷은 우화 후 20일경부터 입으로 수피에 3mm 정도의 상처를 내고 1개씩 산란하는데, 줄기나 굵은 가지에 많이 산란한다. 알 기간은 주변 온도가 20°C일 경우 10∼12일, 23°C일 경우 6∼8일이다. 부화유충은 내수피를 파먹으면서 가는 톱밥을 배출하며 2령 후반부터는 목질부도 갉아먹기 시작한다. 나무 가지의 굵기가 직경 1.5cm 이상 되는 곳에 서식한다. 유충 기간은 30∼45일 정도이다. 침입공으로부터 1∼2cm 깊이에 번데기 집을 만들고, 그 속에 유충이 서식한다. 목질부 속의 가해 부위에서 월동한 유충은 4월경에 나무껍질과 가까운 곳에 번데기 집을 만들고 번데기가 된다. 번데기 기간은 주변 온도가 23°C일 때 8∼9일 정도 지속된다.

## 특징
성충의 몸길이는 11∼20mm이며 체색은 적갈색이다.  날개에는 황갈색, 암갈색의 작은 점들이 날개 중앙에 넓은 띠 모양으로 분포하며 날개 가장 자리로 사각형 형태로 돌기 형태의 검은 무늬가 4개가 있는 것처럼 보인다. 더듬이는 비교적 길어 수컷은 몸길이의 2∼2.5배 정도로 약 40mm 내외이며, 암컷의 더듬이 길이는 몸길이의 1∼1.5배 가량으로 약 25mm 내외이다. 더듬이는 검은색과 회백색의 띠가 교차로 전체에 7∼9개씩 있다. 다리의 색이 몸체와는 달리 회백색의 색을 띤다. 
알은 타원형이며 장축의 길이는 약 3mm 내외이고, 우윳빛을 띤다. 노숙유충의 몸 길이는 최대 30mm이며 몸의 색은 우윳빛 색이다. 유충의 윗입술 위에는 센털이 드물게 나 있다. 짧은 센털이 빽빽이 붙은 솔수염하늘소 유충과  비교된다.

## 피해
잣나무 및 기주 수종의 수피 밑에서 유충이 형성층과 목질부를 식해한다. 주로 수세가 약한 나무, 죽은 나무에서 이 곤충이 발견되며 건전한 나무에는 산란을 하지 않는다. 수피와 목질부 사이에 길이 1cm 내외의 목설(木屑:하얀배설물)이 밀집되어 있다.

## 방제법

### 화학적 방제
우화 및 후식피해가 많은 5∼6월에 50% 페니트로티온 유제 또는 10% 티아클로프리드 액상수화제를 3∼4회 수관에 (지상 또는 공중에서) 살포하여 성충을 구제한다. 항공 방제를 할 때. ha당 물 33L에 약량 1L를 희석하여 3회 이상 중복 처리한다. 침엽수재 수출입 목재, 원목 및 지조는 98.5%의 메틸브로마이드 훈증제를 m3당 32g을 처리하여 24∼72시간 훈증한다. 피해 임지에서 피해목을 길이 1m로 잘라 25%의 메탐소듐 액제 또는 54%의 메탐포타시움 액제를 m3당 1L를 처리하여 1주일 이상 훈증한다.

### 생물적 방제
북방수염하늘소 유충을 잡아먹는 쌀도적개미붙이나, 기생 천적인 좀벌류, 맵시벌류, 기생파리류를 투입 및 보호한다. 딱따구리 및 해충을 잡아먹는 각종 조류를 보호한다. 주요 천적인 개미침벌 성충을 7∼8월 사이에 ha 당 5,000마리를 방사한다.

### 임업적 방제
피해를 입은 지역 안에 있는 나무 중 죽은 나무, 제대로 성장하지 못한 열세목(被壓木) 등 북방수염하늘소가 산란하기 적당한 나무들을 미리 제거한다. 나무의 밀도가 높은 숲을 대상으로 솎아베기를 해 매개충이 서식하지 못하게 하고, 소나무재선충병이 감염되었을 때 초동대처를 빠르게 할 수 있도록 한다.

### 물리적 방제
죽은 나무를 철저히 베어내어 태우거나 칩 또는 톱밥으로 부순다. 목재 및 피해원목을 열 건조기에서 목재 내부 온도가 56.5°C까지 올라갈 때까지 건조시킨다.